# Joan Muñoa
Joan Muñoa (Palma, (?) primer terç del segle xix - Reus, 1873 (?)) va ser un impressor instal·lat a Reus.
Era el fill gran de Francesc Muñoa, un escrivent mallorquí traslladat a Tarragona cap el 1830 i instal·lat a Reus a partir de 1840. Joan Muñoa va aprendre l'ofici d'impressor a Tarragona, i les seves primeres actuacions a Reus són de 1856, quan es va fer càrrec de la impremta de Josep Generès, oberta al carrer de sant Vicenç Alegre. Va imprimir aquell any el periòdic El Deseo del Pueblo, de tendència liberal, "en la imprenta de José Generés a cargo de Juan Muñoa". El 1858 es va establir pel seu compte al número 6 de la plaça del Mercadal, en un primer pis. Aquell any havia adquirit eines d'imprimir a Josep Arnavat, un impressor reusenc que havia tancat feia poc el seu negoci. El 1859 va imprimir El Eco del Centro de Lectura, la primera publicació periòdica de l'entitat, que va durar només un any. Va imprimir també El Porvenir, que volia ser una continuació d'El Eco del Centro de Lectura, i que va aparèixer el 1860. Aquesta publicació era redactada de forma quasi exclusiva per Josep Güell i Mercader, i Muñoa, a més de l'impressor, n'era també l'editor responsable. Joan Muñoa era un home liberal i amant de les lletres. Va col·laborar molt estretament amb el Centre de Lectura de Reus des de la seva fundació, i era l'impressor de les seves publicacions. El 1863 era vicepresident de la societat "El Alba", amb finalitats molt semblants a les del Centre de Lectura.
Sembla que els estris d'imprimir de Muñoa no eren gaire sofisticats. Jaume Sardà i Ferran explica, tot parlant de Joaquim Maria Bartrina: "Diu en Gras i Elias: Seguint l'exemple de son germà i d'en Martí Folguera, que eren molt jovenets i fent sacrificis pecuniaris, publicaren en llibrets ses primeres manifestacions poètiques, valent-se de la impremta de Joan Muñoa, una impremta a l'antiga, amb una sola premsa de fusta, i en ella publicà [Bartrina] son primer tomet de versos, Páginas de amor, que són un ramell de poesies molt tendres, de les que avui no se'n troba cap exemplar per més que es busqui". Aquest llibre, imprès el 1866, fa constar que Muñoa tenia la impremta al raval de santa Anna núm. 38.
Joan Muñoa va imprimir diversos periòdics, però no sembla que mai tingués grans mitjans tècnics, com es desprèn de l'observació dels títols impresos per ell que es conserven. El 1868 va tornar a canviar de lloc el seu obrador, i es va traslladar a la plaça dels Quarters. Allà va imprimir El Crepúsculo, periòdic fundat per Eugeni Mata, i La Verdad, i el 1869 imprimia els periòdics satírics El Canta claro i El Enano de la Venta. El 1870 imprimí El Reusense. El mateix 1870 imprimia goigs i llibrets religiosos i des de la seva fundació el 1862, els reglaments i les Memòries del Banc de Reus. L'últim imprès conegut d'ell és del 1872, i sembla que va morir el 1873.